# 120460 Hambach
120460 Hambach este un asteroid din centura principală, descoperit pe 13 octombrie 1990 de Freimut Börngen și Lutz Schmadel.